# Formierte Gesellschaft
Formierte Gesellschaft ist ein kontroverser Begriff und ein politisches Schlagwort, das von Ludwig Erhard in den 1960er Jahren in die politische Diskussion eingeführt wurde. Es bezeichnet eine Gesellschaftsordnung, in der nicht mehr die Verbände und Parteien um ihre Interessen kämpfen, sondern alle Einzelinteressen dem „Gemeinwohl“ unterzuordnen sind. Unter „Gemeinwohl“ verstanden Erhard und seine Unterstützer, vor allem Rüdiger Altmann, den Wohlstand, den eine wachsende Wirtschaft hervorbringt.

## Definition
Die Bezeichnung wurde von Erhard öffentlich erstmals 1965 auf dem Düsseldorfer Parteitag der CDU benutzt. In einer Rede definierte Erhard den Begriff: Die formierte Gesellschaft besteht „[…] nicht mehr aus Klassen und Gruppen […], die einander ausschließende Ziele durchsetzen wollen, sondern dass sie, fernab aller ständestaatlichen Vorstellungen, ihrem Wesen nach kooperativ ist, das heißt, dass sie auf dem Zusammenwirken aller Gruppen und Interessen beruht.“

## Früherer Gebrauch
Die Bezeichnung wird erstmals 1790 von Friedrich Schiller verwandt; 1929 benutzte sie Friedrich Dessauer in einer Auseinandersetzung mit Franz Oppenheimer.

## Kritik
In der öffentlichen Diskussion wiesen Kritiker vor allem auf den von ihnen wahrgenommenen „antidemokratischen und gewerkschaftsfeindlichen Charakter des Formierungsvorhabens“ hin.